# Смычка (Тамбовская область)
Смычка — посёлок в Тамбовском районе Тамбовской области России. 
Входит в Тулиновский сельсовет.

## География
Расположен в 1 км к юго-западу от села Тулиновка и в 6 км к северо-востоку от границы города Тамбова.

## Население
| 2002 | 2010 |
| ---- | ---- |
| 297  | ↘279 |

Согласно результатам переписи 2002 года, в национальной структуре населения русские составляли 97 % от жителей.